# Treblinkarättegångarna
Treblinkarättegångarna var tre rättegångar mot SS-män som under andra världskriget hade verkat i förintelselägret Treblinka.

## Första Treblinkarättegången
Den första rättegången ägde rum 1951.
| Åtalad           | Funktion                            | Brott | Dom               |
| ---------------- | ----------------------------------- | --- | ----------------- |
| Josef Hirtreiter | Ansvarig för avklädningsavdelningen | Medansvarig för massmord på judar samt personligen skyldig till mord på minst 10 personer, däribland småbarn | Livstids fängelse |

## Andra Treblinkarättegången
Den andra rättegången ägde rum mellan den 12 oktober 1964 och den 3 september 1965.
| Åtalad            | Funktion                                                                   | Brott | Dom                                                                    |
| ----------------- | -------------------------------------------------------------------------- | --- | ---------------------------------------------------------------------- |
| Kurt Franz        | Kommendant från augusti till november 1943                                 | Medansvarig för mord på minst 300 000 personer samt personligen skyldig till mord på 139 personer                    | Livstids fängelse                                                      |
| Heinrich Matthes  | Chef för det övre lägret, där gasningarna ägde rum                         | Medansvarig för mord på minst 100 000 personer samt personligen skyldig till mord på minst 8 personer                | Livstids fängelse                                                      |
| August Miete      | Övervakning av nyanlända till lägret                                       | Medansvarig för mord på minst 300 000 personer samt personligen skyldig till mord på minst 9 personer                | Livstids fängelse                                                      |
| Willi Mentz       | Ingick i "likkommandot" i det övre lägret                                  | Medansvarig för mord på minst 300 000 personer samt personligen skyldig till medhjälp till mord på minst 25 personer | Livstids fängelse                                                      |
| Gustav Münzberger | Övervakning av nyanlända till lägret                                       | Medansvarig för medhjälp till mord på minst 300 000 personer                                                         | 12 års fängelse                                                        |
| Otto Stadie       | Förvaltningschef för tysk och ukrainsk vaktpersonal                        | Medansvarig för medhjälp till mord på minst 300 000 personer samt medhjälp till mord                                 | 7 års fängelse                                                         |
| Franz Suchomel    | Ansvar för konfiskering av de nyanländas värdesaker                        | Medansvarig för medhjälp till mord på minst 300 000 personer                                                         | 6 års fängelse                                                         |
| Erwin Lambert     | Uppförde gaskamrarna i lägret                                              | Medansvarig för medhjälp till mord på minst 300 000 personer                                                         | 4 års fängelse                                                         |
| Albert Rum        | Övervakning av nyanlända, ingick senare i "likkommandot" i det övre lägret | Medansvarig för medhjälp till mord på minst 100 000 personer                                                         | 3 års fängelse                                                         |
| Otto Horn         | Gravgrävning, senare ansvarig för likbränning                              | | Frikänd på grund av att ha handlat under tvång (tyska Putativnotstand) |
| Kurt Küttner      | Chef för det nedre lägret                                                  | | Avled innan rättegången inleddes                                       |

## Tredje Treblinkarättegången
Den tredje rättegången ägde rum mellan den 13 maj och den 22 december 1970.
| Åtalad       | Funktion                                         | Brott                                          | Dom               |
| ------------ | ------------------------------------------------ | ---------------------------------------------- | ----------------- |
| Franz Stangl | Kommendant från september 1942 till augusti 1943 | Medansvarig för mord på minst 400 000 personer | Livstids fängelse |

### Webbkällor
- Hofmann, Christian. ”Die Treblinka-Prozesse” (på tyska). Zukunft braucht Erinnerung. Shoa.de. Arkiverad från originalet den 17 mars 2014. https://archive.today/20140317222817/http://www.zukunft-braucht-erinnerung.de/nachkriegsdeutschland/die-juristische-aufarbeitung-der-ns-verbrechen/573.html. Läst 17 mars 2014.